# Carmen Ruiz Repullo
Carmen Ruiz Repullo (Córdoba, 25 de enero de 1976) es una socióloga española especializada en violencia de género en adolescentes y jóvenes, que fue galardonada con el Premio Meridiana en 2017.

## Trayectoria profesional
Estudió ciencias políticas y sociología en la Universidad de Granada. En 2016, consiguió su doctorado en sociología en la Universidad Pablo de Olavide en Sevilla, con el trabajo titulado Los peldaños perversos del amor. El proceso de la violencia de género en la adolescencia. Posteriormente, cursó el Master Erasmus Mundus sobre Estudios de las Mujeres y Género por la Universidad de Granada y la Universidad de Utrecht en Holanda.
Desde sus inicios, en 2005, colaboró en la puesta en práctica y evaluación del I Plan de Igualdad entre Mujeres y Hombres en la Educación, en Andalucía. En ese sentido, Ruíz imparte formación en materia de género y prevención de la violencia de género para profesorado, alumnado, familias y personal técnico de administraciones públicas. Ha realizado labores de consultoría para distintos organismos públicos como la Universidad Internacional de Andalucía (UNIA), el Instituto Andaluz de la Mujer (IAM) y la Consejería de Educación de la Junta de Andalucía, o el Ministerio de Educación, Cultura y Deporte del Gobierno de España.
Formó parte del equipo de profesionales que diseñaron el programa Skolae, un proyecto de referencia en España que destaca por tratarse de un itinerario integral (colegio, familias, profesorado y alumnado) que dota de herramientas para educar en Igualdad.
En su libro La historia de Pepe y Pepa, Ruíz representa la violencia de género en una escalera en la que los dos protagonistas, adolescentes que acaban de comenzar una relación, van subiendo peldaños. En cada escalón, Pepe controla un poco más a Pepa, y los ejemplos que utiliza están basados en hechos reales que ha ido extrayendo de sus charlas y talleres.
Ruíz ha advertido de que “el porno mainstream se ha convertido hoy en la formación sexual de la adolescencia y juventud, a falta de educación sexual en las aulas” y ha alertado de que en 40 años el porno ha evolucionado de los desnudos femeninos a imágenes que deshumanizan, erotizan y normalizan la violencia extrema contra las mujeres y que los jóvenes toman como modelo a imitar”.

## Reconocimientos
En 2017, Ruíz fue galardonada con el premio Meridiana en la modalidad Iniciativas que promueven la educación, por su trayectoria en el campo de la escuela coeducativa y libre de violencia machista.

## Obra
Entre sus publicaciones se encuentran manuales, tales como la guía del juguete no sexista "Nuevas formas de jugar, campaña del juego y el juguete no sexista, no violento", 2007 de la Junta de Andalucía, y numerosos libros entre los que cabe destacar:
- "Voces tras los datos. Una mirada cualitativa a la violencia de género en adolescentes", 2016. Instituto Andaluz de la Mujer.[9]

- "La construcción social de las relaciones amorosas y sexuales en la adolescencia : graduando violencias cotidianas", 2014. Diputación de Jaén.[10]

- "Abre los ojos: el amor no es ciego", 2009. Instituto Andaluz de la Mujer. Depósito Legal SE-5904-09.[11]

- Cambios Sociales y Género I y II, 2016.[12]

- Igualdad de Género (Aprender es crecer en conexión), Anaya 2016.[13]